# بخش بوکسار
بخش بوکسار (به انگلیسی: Buxar district) یک منطقهٔ مسکونی در هند است که در Patna division واقع شده‌است. بخش بوکسار ۱٬۶۲۴ کیلومتر مربع مساحت و ۱٬۷۰۶٬۳۵۲ نفر جمعیت دارد.